# Widzowie na arenie w Arles
Widzowie na arenie w Arles (hol. Toeschouwers in de Arena, ang: Spectators in the Arena at Arles) – obraz olejny Vincenta van Gogha (Nr kat.: F 548, JH 1653) namalowany w grudniu 1888 podczas pobytu w miejscowości Arles.

## Historia i opis
Rzymski amfiteatr w Arles należy do największych atrakcji turystycznych tego miasta. Został zbudowany ok. 1 roku p.n.e. lub 125 lat po skolonizowaniu przez Rzymian Arles i delty Rodanu. Na swych 3 kondygnacjach może pomieścić 20 000 widzów. Obecnie jest wykorzystywany do walk byków, koncertów, przedstawień operowych i teatralnych. Pojawił się również w filmie akcji Ronin (1998, w reżyserii Johna Frankenheimera), w którym posłużył jako tło do wzajemnych pościgów szpiegów. 
Okna pokoju, w którym mieszkał van Gogh, wychodziły na ów amfiteatr, a artysta w ciągu kilku tygodni musiał, przynajmniej dwukrotnie, podziwiać walki byków, z których pierwsza była rzeczywistym pojedynkiem matadora z bykiem, a druga – zwyczajową formą znęcania się nad bykami, polegającą na ich nękaniu przez młodych mężczyzn, usiłujących zerwać kokardki przymocowane do ich rogów. 

Wczoraj widziałem znów walkę byków, gdzie pięciu mężczyzn obrabiało byka banderillami i kokardami. – pisał Vincent van Gogh w liście do brata z 9 kwietnia 1888, dodając: Arena jest bardzo piękna, gdy świeci słońce i jest tłum..

Van Gogh nie wydawał się być szczególnie zainteresowany samym widowiskiem; pociągało go raczej zbiorowisko ludzkie, opisane w jednym z listów do Bernarda jako "wspaniały, kolorowy tłum, zgromadzony na dwóch lub trzech galeriach". 
Malując obraz artysta umieścił samą arenę w tle, a skupił się na widzach, z których część wydaje się nie zwracać uwagi na to, co się na tej arenie dzieje. Obraz niezwykłością stylu przypomina inne jego dzieło, Sale taneczną w Arles. Widzów na arenie van Gogh namalował prawdopodobnie po sporządzeniu portretów rodziny listonosza Józefa Roulina, której członków można rozpoznać wśród widzów – pani Roulin, ubrana na czerwono, siedzi w środku z dzieckiem, a jej mąż stoi za nią. 
Obraz nosi widoczne wpływy syntetyzmu czy cloisonizmu Paula Gauguina, przejawiające się w spłaszczonej przestrzeni i rezygnacji z indywidualnego przedstawienia postaci na rzecz zwykłych, kolorowych plam obwiedzionych grubym, ciemnym konturem. Jednak w wyrazistości malowidła widać własny, silny temperament twórczy van Gogha i jego głęboko dramatyczne postrzeganie świata. Po przejściu przez fazę impresjonizmu, artysta poszedł dalej tworząc swój osobisty, emocjonalny język artystyczny.
Płótno Widzowie na arenie w Arles należy do grupy obrazów namalowanych przez van Gogha z pamięci; oprócz niego są to: Siewca III, Sala taneczna w Arles i Wspomnienie ogrodu w Etten.